# Saison 2011-2012 de l'Arsenal FC
Maillots
Chronologie
Saison précédente Saison suivante
La saison 2011-2012 de l'Arsenal FC est la vingtième saison du club en Premier League et marque également le 125e anniversaire du club. Éliminés en huitièmes de finale de la Ligue des champions par l'AC Milan et écartés dès le 5e tour de la Coupe d'Angleterre par Sunderland, les Gunners parviennent à terminer sur la troisième marche du podium en Premier League.
Cette saison est également marquée par le titre de meilleur buteur de Premier League décerné à Robin van Persie (30 buts). Il marque un total de 37 buts toutes compétitions confondues.

## Identité visuelle

Le logo de l'Arsenal FC pour célébrer ses 125 ans.

Au cours de cette saison, Arsenal FC arbore un logo spécifique pour marquer ses 125 ans. Ce logo reprend le logo habituel du club, agrémenté de feuilles de laurier dorées et des dates 1886 (année de création du club) et 2011, ainsi que le mot « Forward » (« en avant »).

## Transferts

### Mercato d'été

#### Arrivées
| Date            | Type  | Prix     | Joueur                  | Ancien club        | Championnat         |
| 8 juin 2011     | Achat | 1.10 M€  | Carl Jenkinson          | Charlton Athletic  | Football League One |
| 11 juillet 2011 | Achat | 12.00 M€ | Gervinho                | Lille OSC          | Ligue 1             |
| 8 août 2011     | Achat | 14.00 M€ | Alex Oxlade-Chamberlain | Southampton        | Football League Two |
| 12 août 2011    | Achat | 1.00 M€  | Joel Campbell           | Deportivo Saprissa | Primera División    |
| 30 août 2011    | Achat | 3.50 M€  | Park Chu-Young          | AS Monaco          | Ligue 2             |
| 31 août 2011    | Achat | 7.00 M€  | André Santos            | Fenerbahçe SK      | Süper Lig           |
| 31 août 2011    | Achat | 10.30 M€ | Per Mertesacker         | Werder Brême       | Bundesliga          |
| 31 août 2011    | Prêt  | -        | Yossi Benayoun          | Chelsea FC         | Premier League      |
| 31 août 2011    | Achat | 11.50 M€ | Mikel Arteta            | Everton FC         | Premier League      |

Total dépenses : 60 400 000 €

#### Départs
| Date              | Type           | Prix     | Joueur              | Nouveau club           | Championnat                  |
| 1er juillet 2011  | Fin de contrat | -        | Jens Lehmann        | Retraite               | -                            |
| 1er juillet 2011  | Fin de contrat | -        | Thomas Cruise       | Libre                  | -                            |
| 1er juillet 2011  | Fin de contrat | Gratuit  | Mark Randall        | Chesterfield           | Football League One          |
| 1er juillet 2011  | Fin de contrat | Gratuit  | Roarie Deacon       | Sunderland             | Premier League               |
| 4 juillet 2011    | Vente          | 7.75 M€  | Gaël Clichy         | Manchester City        | Premier League               |
| 10 juillet 2011   | Prêt           | -        | Wellington          | Levante UD             | Liga BBVA                    |
| 19 juillet 2011   | Prêt           | -        | Denílson            | São Paulo              | Brasileirão                  |
| 26 juillet 2011   | Vente          | 1.25 M€  | Jay Emmanuel-Thomas | Ipswich Town           | Football League Championship |
| 26 juillet 2011   | Prêt           | -        | James Shea          | Dagenham & Redbridge   | Football League Two          |
| 4 août 2011       | Prêt           | -        | Samuel Galindo      | Gimnàstic de Tarragona | Liga Adelante                |
| 4 août 2011       | Prêt           | -        | Kyle Bartley        | Rangers FC             | Scottish Premier League      |
| 15 août 2011      | Vente          | 34.00 M€ | Francesc Fàbregas   | FC Barcelone           | Liga                         |
| 16 août 2011      | Vente          | 3.50 M€  | Emmanuel Eboué      | Galatasaray SK         | Süper Lig                    |
| 16 août 2011      | Prêt           | -        | Carlos Vela         | Real Sociedad          | Liga                         |
| 16 août 2011      | Prêt           | -        | Pedro Botelho       | Rayo Vallecano         | Liga                         |
| 23 août 2011      | Vente          | 27.50 M€ | Samir Nasri         | Manchester City        | Premier League               |
| 30 août 2011      | Vente          | 1.35 M€  | Armand Traoré       | Queens Park Rangers    | Premier League               |
| 31 août 2011      | Prêt           | -        | Henri Lansbury      | West Ham United        | Football League One          |
| 31 août 2011      | Vente          | 1.50 M€  | Gilles Sunu         | FC Lorient             | Ligue 1                      |
| 31 août 2011      | Prêt           | -        | Joel Campbell       | FC Lorient             | Ligue 1                      |
| 31 août 2011      | Prêt           | -        | Nicklas Bendtner    | Sunderland AFC         | Premier League               |
| 30 septembre 2011 | Prêt 1 mois    | -        | Manuel Almunia      | West Ham United        | Football League Championship |
| 18 novembre 2011  | Prêt           | -        | Luke Freeman        | Stevenage FC           | Football League One          |

Total recettes : 71 850 000 €

### Mercato d'hiver
| Type        | Date             | Prix    | Joueur            | Ancien/Nouveau club      |
| Prêts       | 1er janvier 2012 | Gratuit | Emmanuel Frimpong | Wolverhampton            |
| Prêts       | 4 janvier 2012   | Gratuit | Vito Mannone      | Hull City (D2)           |
| Prêt        | 6 janvier 2012   | Gratuit | Thierry Henry     | Red Bulls de New York    |
| Retour prêt | 7 février 2012   | Gratuit | Emmanuel Frimpong | Wolverhampton            |
| Retour prêt | 16 février 2012  | Gratuit | Thierry Henry     | Red Bulls de New York    |
| Prêt        | 24 février 2012  | Gratuit | Andreï Archavine  | Zénith Saint-Pétersbourg |

## Matchs
Source : arsenal.com

## Classement et statistiques

### Premier League
Arsenal termine le championnat à la troisième place avec 21 victoires, 7 matchs nuls et 10 défaites. Une victoire rapportant trois points et un match nul un point, Arsenal totalise 70 points.
Extrait du classement de Premier League 2011-2012
| Rang | Équipe            | Pts | J  | G  | N  | P  | Bp | Bc | Diff |
| --- | ----------------- | --- | -- | -- | -- | -- | -- | -- | ---- |
| 1 | Manchester City   | 89  | 38 | 28 | 5  | 5  | 93 | 29 | +64  |
| 2 | Manchester United | 89  | 38 | 28 | 5  | 5  | 89 | 33 | +56  |
| 3 | Arsenal FC        | 70  | 38 | 21 | 7  | 10 | 74 | 49 | +25  |
| 4 | Tottenham Hotspur | 69  | 38 | 20 | 9  | 9  | 66 | 41 | +25  |
| 5 | Newcastle United  | 65  | 38 | 19 | 8  | 11 | 56 | 51 | +5   |
| 6 | Chelsea           | 64  | 38 | 18 | 10 | 10 | 65 | 46 | +19  |
| 7 | Everton           | 56  | 38 | 15 | 11 | 12 | 50 | 40 | +10  |
| 8 | Liverpool         | 52  | 38 | 14 | 10 | 14 | 47 | 40 | +7   |
| - Phase de groupes de la Ligue des Champions 2012-2013 - Phases de groupes de la Ligue Europa 2012-2013 - Barrages de la Ligue Europa 2012-2013 |                   |     |    |    |    |    |    |    |      |

### Ligue des champions
Source : uefa.com
Dernière mise à jour  le 6 décembre 2011
| Rang | Équipe            | Pts | J | G | N | P | Bp | Bc | Diff |
| ---- | ----------------- | --- | - | - | - | - | -- | -- | ---- |
| 1    | Arsenal           | 11  | 6 | 3 | 2 | 1 | 7  | 6  | +1   |
| 2    | Marseille         | 10  | 6 | 3 | 1 | 2 | 7  | 4  | +3   |
| 3    | Olympiakos        | 9   | 6 | 3 | 0 | 3 | 8  | 6  | +2   |
| 4    | Borussia Dortmund | 4   | 6 | 1 | 1 | 4 | 6  | 12 | -6   |

| Légende : Qualifications et éliminations | Légende : Qualifications et éliminations |
| ---------------------------------------- | ---------------------------------------- |
|                                          | Huitièmes de finale                      |
|                                          | Seizièmes de finale de la Ligue Europa   |
|                                          | Éliminé                                  |